# Épervier (Schiff, 1934)
Die Épervier (deutsch: Europäischer Sperber) war ein Großzerstörer (franz. Contre-Torpilleurs) der Aigle-Klasse der französischen Marine. Sie wurde am 9. November 1942 vor Oran schwer beschädigt, strandete und wurde als Totalverlust abgeschrieben.

## Maschinenanlage
Die Antriebsanlage der Épervier bestand aus vier Penhoët-Kesseln und zwei Parsons-Turbinen. Diese trieben über zwei Antriebswellen die beiden Schrauben an. Die Maschinen leisteten 64.000 WPS. Damit konnte eine Höchstgeschwindigkeit von 36 kn (etwa 67 km/h) erreicht werden.

## Bewaffnung
Die Hauptartillerie der Épervier bestand aus fünf 13,86-cm-Geschützen L/40 des Modells 1927 in Einzelaufstellung. Diese Kanone konnte eine 40,4 Kilogramm schwere Granate über eine maximale Distanz von 19.000 m feuern. Als Flugabwehrbewaffnung verfügte der Zerstörer bei Indienststellung über vier 3,7-cm-Flugabwehrkanonen (L/60) des Modells 1925 in Einzelaufstellung. Als Torpedobewaffnung verfügte die Épervier über sechs  Torpedorohre in zwei Dreiergruppen für den Torpedo 23DT Toulon. Zur U-Boot-Abwehr verfügte das Schiff über vier Wasserbombenwerfer am Heck mit zusammen 44 Wasserbomben.

## Verbleib
Am 9. November 1942 geriet die Épervier bei Oran in ein Gefecht mit dem britischen Leichten Kreuzer Aurora. Die Épervier wurde dabei schwer beschädigt, und ein Sinken des Schiffes konnte nur durch Auflaufen auf den Strand verhindert werden. Wegen der Schwere der Beschädigungen wurde das Schiff als Totalverlust abgeschrieben. Das Wrack wurde 1946 geborgen und abgebrochen.